# Olympia-Schwimmstadion Berlin

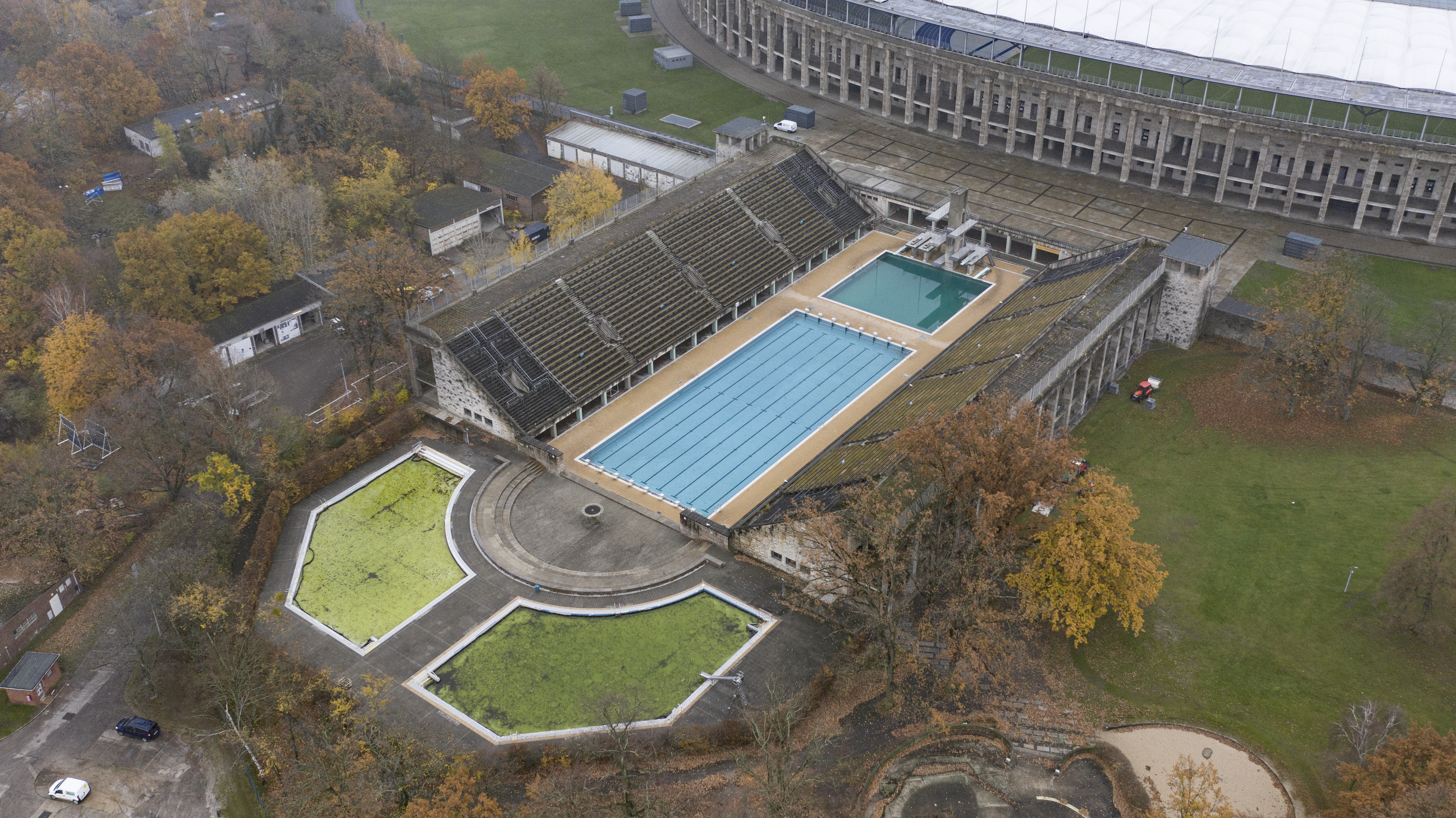
Olympia-Schwimmstadion, 2019

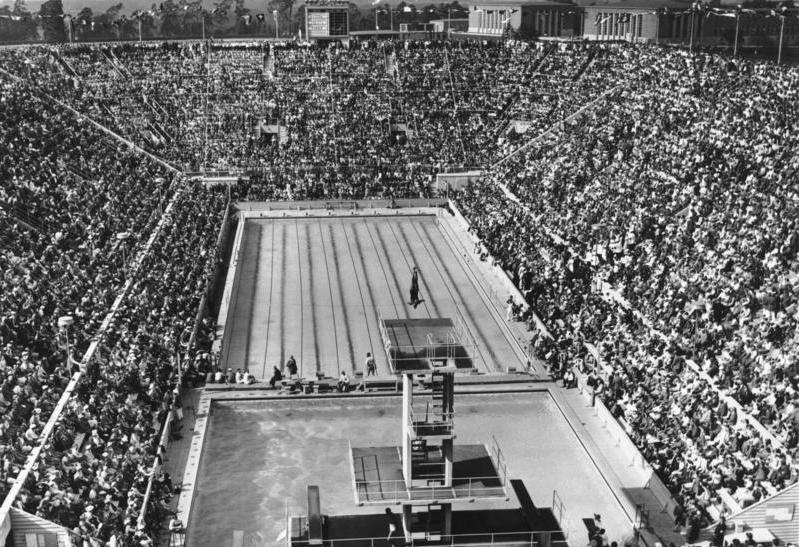
Das olympische Schwimmstadion während der Olympischen Spiele 1936 mit hölzernen Zusatztribünen an der Stirnseite

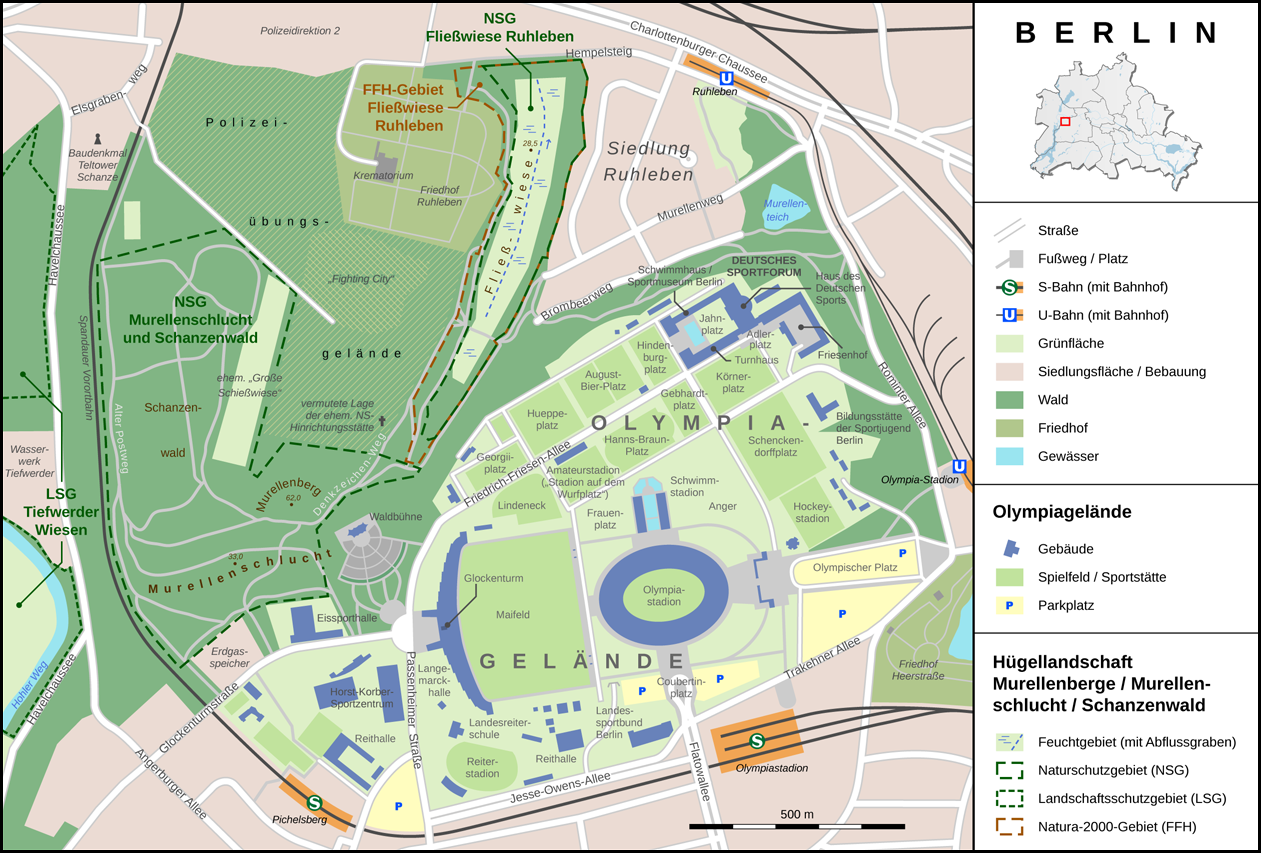
Lage des Schwimmstadions auf dem Berliner Olympiagelände

Das Olympia-Schwimmstadion Berlin, aktueller Name Sommerbad Olympiastadion, ist ein öffentliches Berliner Schwimmbad (Freibad) unter der Regie der Berliner Bäder-Betriebe. Es war Austragungsort der Schwimmwettbewerbe der XI. Olympischen Sommerspiele 1936 in Berlin. In nördlicher Richtung, direkt neben dem Olympiastadion gelegen, ist es Bestandteil des Olympiageländes (früher: Reichssportfeld).

## Geschichte
Die 1935 errichtete Anlage besteht aus einem 50 Meter × 21 Meter großen Schwimmbecken, einem 20 Meter × 20 Meter großen Sprungbecken mit 10-m-Sprungturm, zwei Nichtschwimmerbecken und anschließender Liegewiese. Seitlich der beiden Hauptbecken stehen zwei Zuschauertribünen mit 7.600 Plätzen, die zu den Olympischen Spielen 1936 durch hölzerne Zusatztribünen auf insgesamt 18.500 Plätze erweitert wurden. Unterhalb der Tribünen befinden sich Umkleidekabinen, sanitäre Anlagen und technische Einrichtungen. Die Tribünen sind sanierungsbedürftig und für Besucher gesperrt.
Die mit Frischwasser der Berliner Wasserbetriebe gespeisten Wasserbecken verfügen über eine eigene Filter- und Umwälzanlage und sind zudem beheizbar. Der Umstand, dass erstmals bei olympischen Wettkämpfen die Wassertemperatur bei mindestens 21 °C gehalten werden konnte, fand seinerzeit weltweit Beachtung.
Nach Ende des Zweiten Weltkriegs wurde die – von Kriegsschäden weitgehend verschonte (im Gegensatz zum restlichen Olympiagelände) – Anlage am 20. Juni 1945 wieder für die Bevölkerung geöffnet. Im Jahr 1978, anlässlich der Austragung der III. Schwimmweltmeisterschaften, wurde die Wettkampfstätte komplett modernisiert. Eine weitere Sanierung erfolgte 2015/2016, bei der die Fliesenbeläge der Becken durch Edelstahl ersetzt und Badewassertechnik und Beckenumrandung erneuert wurden, allerdings befinden sich die Tribünen weiterhin in einem schlechten Zustand. Die Anlage war in den Plänen der Berliner Bewerbung für die Olympischen Spiele 2024 (die bereits auf nationaler Ebene scheiterte) als Austragungsort der beiden Wasserball-Turniere ausgewiesen worden. 
Das seit seiner Erbauung äußerlich kaum veränderte Schwimmstadion ist zwischen Mai und September jeden Jahres für Badegäste zur Erholung, für den Vereins- und Schulsport sowie als Trainingsstätte geöffnet.